# Niclas Jensen
Niclas Jensen (* 17. August 1974 in Kopenhagen) ist ein ehemaliger dänischer Fußballspieler, der heute als Berater tätig ist.

## Karriere
Jensen ist ein dänischer Nationalspieler und wechselte zur Saison 2003/04 für ca. 1,25 Mio. € von Manchester City aus England zu Borussia Dortmund in die 1. Bundesliga. Jensen spielt auf der linken Seite und ist sowohl in der Abwehr als auch im Mittelfeld einsetzbar. Nachdem er sich im Jahr 2004 einen Stammplatz erkämpft hatte, verlor er diesen mit Beginn der Rückrunde 2005 wieder. Grund hierfür war eine taktische Umstellung des Spielsystems von Trainer Bert van Marwijk.
Für die dänische Nationalmannschaft nahm Jensen an der Fußball-Weltmeisterschaft 2002 in Südkorea und Japan sowie an der Fußball-Europameisterschaft 2004 in Portugal teil. Jensen spielte er 62-mal für Dänemark, konnte jedoch kein Tor erzielen. Sein jüngerer Bruder Daniel Jensen spielt seit 2004 für Werder Bremen ebenfalls in der 1. Bundesliga.
Am 15. Juli 2005 wurde bekannt, dass Jensen ab der Saison 2005/06 beim FC Fulham in der englischen Premier League spielt. Die Ablösesumme betrug ca. 750.000 Euro. In 43 Bundesligaspielen erzielte er zwei Tore für Dortmund.
Zur Saison 2006/07 wechselte Jensen zurück in seine Heimat zum FC Kopenhagen. Mit dem Hauptstadtklub, wo er bereits von 1998 bis Anfang 2002 spielte, gewann er 2007 die dänische Meisterschaft. 2009 gelang gar das „Double“ (Meisterschaft und Pokalsieg). Am 23. Oktober 2009 gab Niclas Jensen sein Karriereende zur Winterpause der Saison 2009/10 bekannt.
Seinen letzten Einsatz als Spieler hatte er am 3. Dezember 2009, als er beim 2:0-Sieg im Gruppenspiel der UEFA Europa League, gegen den CFR Cluj in der Nachspielzeit für Martin Vingaard eingewechselt wurde.

## Erfolge
- Dänischer Meister: 1992/93, 2000/01
- Dänischer Pokalsieger: 1995
- Dänischer Supercupsieger: 2001

## Privates
Sein jüngerer Bruder Daniel war ebenfalls Fußballprofi.